# 闘牛戦士ワイドー
闘牛戦士ワイドー（とうぎゅうせんしワイドー）は、琉球放送で2018年4月7日から6月9日まで全10話放送された特撮番組及び、主人公の名称。毎週土曜日10時25分～10時55分に放送された。主要キャストは、全員沖縄県出身、ダチョウ倶楽部のリーダー肥後克広や元DA PUMPのYUKINARI、パッション屋良などが出演している。続編となる『闘牛戦士ワイドー2』は、2019年7月6日から10月5日まで琉球放送で全13話が放送。

## 概要
ワイドーは元々闘牛が盛んな事で有名な沖縄県中部に位置するうるま市のローカルヒーローであり、2013年に闘牛実況アナウンサーの伊波大志により考案され、これまで市内の様々なイベントで活動しており、本作は撮影の9割をうるま市で行っている。
テレビ化に伴い、デザインは週刊ビッグコミックスピリッツ連載中トクサツガガガ作者の丹羽庭によるものに改められた。
制作発表記者会見は2017年10月5日午前にうるま市の生涯学習・文化振興センターゆらてくで開かれた。総製作費は約5千万円である。

## あらすじ
舞台は闘牛が盛んな沖縄県うるま市。勢子（せこ・闘牛師）を夢見るお調子者の名嘉真勢矢（なかませいや）は、はぐれ牛を追いかけて昔の闘牛場にたどり着く。
そこで謎の閃光を浴び興奮すると角が生えてくる体になり、牛のパワーを身につける。
同じ頃、幼馴染のユカリが何者かに牛に姿を変えられる。勢矢は彼女を元の姿に戻すため全ての人間を牛に変える野望を持ったカミヤー軍団と戦う事になる。

## 登場人物

### 登場人物・キャスト
名嘉眞勢矢（なかま せいや）/ワイドー
演 - 小橋川建
アクション - 堀川恭平
本作の主人公。闘牛戦士ワイドーに変身する。昔の闘牛場で謎の閃光を浴びたことにより興奮すると頭から角が生えるようになる。
天願ガイ（てんがんガイ）/シンカーワイドー
演 - 平隆人
アクション - 比嘉恭平
勢矢の相棒。シンカーワイドーに変身しヤグイをかけることでワイドーの能力を上げる能力を持つ。ゴウの小学校の先生をしている。
伊波ユカリ（いは ユカリ）
演 - 山川未菜
本作のヒロイン。第1話で何者かに牛に姿を変えられる。なお、本来は牛の姿だが勢矢や一部の力を持つ者からは元の姿に見える。
伊波ゴウ（いは ゴウ）/グマーワイドー
演 - 兼城歩睦
アクション - 玉那覇桐虎
ユカリの弟。勢矢と同じ謎の閃光を浴びグマーワイドーとなる。
名嘉眞良男（なかま よしお）
演 - 肥後克広（ダチョウ倶楽部）
勢矢のおじ。

### 敵（ウシナー）・キャスト
カミヤー
演 - 玉代勢圭司
カミヤー軍団のボス。人間に対し深い憎しみも持っており、全ての人間を牛にするため暗躍している。
タッチュータイフーン
アクション/声 - 比嘉健雄
カミヤーの手下。長い角が自慢で、高速回転させることで発生する竜巻で攻撃する。
ドクドクカチャーサー
アクション - 与那嶺圭一、比嘉健雄
声 - 与那嶺圭一
カミヤーの手下。カチャーシーからの波動で人間を操れる。耳が遠いのかよく聞き違いする。
チュラベニークー
アクション/声 - 伊禮友希恵
カミヤー軍団の紅一点。鞭を使う。自称スイス出身。

## 用語
勢子（せこ）
牛のそばにつき牛を闘いに導くセコンドの役割。闘牛士のこと。
ヤグイ
闘牛の試合で勢子が牛に「ヒーヤイ、ヒーヤイ」と気合いを入れさせるための言葉。
カミヤー軍団
カミヤーを中心とした人間を牛に変えるため暗躍する軍団。

## スタッフ
- 監督：たかひろや、平一紘
- 制作プロダクション：ランプ株式会社
- 制作著作：ワイドーaiプロ株式会社
- 闘牛監修：伊波大志
- エグゼクティブプロデューサー：新垣壮大
- 企画プロデューサー：山田優樹
- アクション監督：翁長大輔
- 助監督：石田玲奈
- 制作：牧信介
- キャラクターデザイン：丹羽庭、山里秀太
- ロゴデザイン：富山大樹、山里秀太
- Coプロデューサー：名護すえこ
- 脚本：山田優樹、たかひろや
- 撮影：砂川達則、城間心
- 照明：稲葉俊充
- 録音：寒川聖美
- 音響効果：勝亦さくら
- 編集：佐々木弥生
- VFX：チームなっちゃん
- スタイリスト：照屋千紘
- ヘアメイク：比嘉みみ、石川鈴佳
- 音楽：SADA

## 主題歌
オープニング「MAX」
HY
エンディング「island」
HY

## 撮影地
- 勝連城跡
- 勝連城跡休憩所
- うるま市立平敷屋小学校
- うるま市立伊波小学校
- 石川市民の森公園
- うるま市石川会館
- 石川多目的ドーム
- 安慶名城跡闘牛場
- 屋慶名闘牛場
- 伊波闘牛場
- うるま市生涯学習・文化振興センターゆらてく

その他にもうるま市内の様々な場所で撮影を行っている。

## 放映リスト
1. 「封切戦」4月7日
2. 「二番戦」4月14日
3. 「三番戦」4月21日
4. 「四番戦」4月28日
5. 「五番戦」5月5日
6. 「六番戦」5月12日
7. 「七番戦」5月19日
8. 「八番戦」5月26日
9. 「九番戦」6月2日
10. 「最終戦」6月9日